# Élection présidentielle américaine de 1824
L'élection présidentielle américaine de 1824 marqua la fin de l'ère des bons sentiments, qui fut marquée par une vie politique relativement apaisée, totalement dominée par le Parti démocrate-républicain. Aucun des candidats n'ayant remporté la majorité absolue des voix des grands électeurs, un vote est organisé à la Chambre des Représentants entre les trois candidats en tête. Le vote de la Chambre se solda par l'élection de John Quincy Adams à la présidence, après un scrutin qui vit le Parti démocrate-républicain se diviser en quatre factions rivales soutenant chacune un candidat différent.

## Désignation des grands électeurs
Les vingt-quatre États de l'Union participèrent à la désignation des électeurs. Seuls six États procédèrent encore à la désignation des grands électeurs par leur législature (Delaware, Géorgie, Louisiane, New York, Caroline du Sud et Vermont). Tous les autres firent désigner les grands électeurs par un vote direct des citoyens.
Dans la majorité des cas (12 États) le vote eut lieu dans le cadre de l'État, ailleurs les grands électeurs furent élus dans des circonscriptions spécifiques (cinq États), enfin le Maine mit en place un système mixte.
261 Électeurs furent désignés et participèrent au vote pour élire le président et le vice-président.

## Campagne électorale
Le parti démocrate-républicain fut incapable de départager les quatre candidats issus de ses rangs qui souhaitaient se présenter à la présidence à la suite du retrait du président sortant James Monroe.
La domination sans conteste des démocrates-républicains avaient par ailleurs aplani les différences idéologiques et, de fait, la campagne ne se fit pas sur des orientations politiques, mais sur des personnalités et, surtout, des identités régionales.
Le premier candidat à se déclarer fut le général Andrew Jackson, héros de la guerre de 1812 et sénateur du Tennessee. Il fut proposé par la législature du Tennessee dès 1822, puis soutenu par le caucus démocrate-républicain de Pennsylvanie. Jackson avait de plus le soutien des États du Sud.
Le second candidat, désigné par le caucus du congrès en 1823 et donc théoriquement légitime, fut William Harris Crawford, secrétaire au Trésor du président Monroe. La faible participation à ce caucus (68 parlementaires seulement, dont 4 s'abstinrent) ne lui donna cependant pas une légitimité suffisante pour s'imposer au sein de son parti. Son colistier désigné, Albert Gallatin, qui venait d'achever son mandat d'ambassadeur en France, renonça d'ailleurs à se présenter.
À ceux-là, il faut encore ajouter John Quincy Adams, alors secrétaire d'État, qui était le fils de l'ancien président John Adams, et qui avait fait ses premières armes politiques au sein du parti fédéraliste avant de rejoindre les démocrates-républicains. Il bénéficiait, notamment, du soutien des anciens fiefs fédéralistes de Nouvelle-Angleterre.
Deux candidats « de compromis » tentèrent alors de se dégager. Le premier, le secrétaire à la Guerre John Caldwell Calhoun, renonça finalement à se présenter, et préféra briguer la vice-présidence, avec le soutien d'Adams et de Jackson, ce qui lui assurait quasiment son élection.
Le représentant du Kentucky Henry Clay, alors président de la chambre des représentants, choisit, lui, de maintenir sa candidature, espérant réconcilier derrière son autorité vis-à-vis des parlementaires les autres candidats. Ce fut peine perdue.

## Élection et vote du collège électoral
La division des différentes factions et leur ancrage régional étaient tels qu'aucun candidat n'eut la majorité absolue du collège électoral pour la présidence. Ce fractionnement géographique se retrouve dans la carte des résultats. Une majorité d'États du Sud dont le Tennessee, plate-forme de lancement de la candidature Jackson, apportent leur vote populaire à ce dernier, ainsi que la Pennsylvanie et l'État-frère le New Jersey. La Nouvelle-Angleterre semble vouée à la candidature Adams, tandis que Crawford draine les voix de Virginie et Clay celles du Kentucky et d'une majorité de comtés situés rive droite de la rivière Ohio.
John C. Calhoun fut en revanche élu tranquillement à la vice-présidence
| Candidats                                             | Candidats                                     | Candidats                   | Grands électeurs | Vote populaire | Vote populaire |
| À la présidence                                       | À la vice-présidence                          | Parti                       | Grands électeurs | Voix           | %              |
| ----------------------------------------------------- | --------------------------------------------- | --------------------------- | ---------------- | -------------- | -------------- |
| Andrew Jackson, sénateur du Tennessee                 |                                               | Parti républicain-démocrate | 99               | 151 271        | 41,3 %         |
| John Quincy Adams, secrétaire d'État                  |                                               | Parti républicain-démocrate | 84               | 113 122        | 30,9 %         |
| William Harris Crawford, secrétaire au Trésor         |                                               | Parti républicain-démocrate | 41               | 40 856         | 11,2 %         |
| Henry Clay, président de la Chambre des représentants |                                               | Parti républicain-démocrate | 37               | 47 531         | 13,0 %         |
|                                                       | John Caldwell Calhoun, secrétaire à la Guerre | Parti républicain-démocrate | 182              |                |                |
|                                                       | Nathan Sanford, Chancelier de New York        | Parti républicain-démocrate | 30               |                |                |
|                                                       | Nathaniel Macon, sénateur de Caroline du Nord | Parti républicain-démocrate | 24               |                |                |
|                                                       | Andrew Jackson                                | Parti républicain-démocrate | 13               |                |                |
|                                                       | Martin Van Buren, sénateur de New York        | Parti républicain-démocrate | 9                |                |                |
|                                                       | Henry Clay                                    | Parti républicain-démocrate | 2                |                |                |
| Candidats non-affiliés                                |                                               |                             |                  | 6 616          | 1,8 %          |
| Autres candidats                                      |                                               |                             |                  | 6 437          | 1,8 %          |
| Total                                                 | Total                                         | Total                       | 261              | 365 833        | 100,00 %       |

## Vote du Congrès
Aucun candidat n'ayant obtenu la majorité absolue dans le collège électoral, l'élection du président fut donc transférée à la Chambre des représentants. L'élection se fait par délégation d'État : les représentants se réunissent par État et chaque délégation dispose d'une seule voix. Il faut une majorité absolue pour être élu. Le XIIe amendement restreint la possibilité de se présenter au vote de la Chambre aux trois premiers candidats. Henry Clay est donc éliminé. Son hostilité affirmée vis-à-vis de Jackson, qu'il considère comme un soudard, et de grandes similitudes de vues avec Adams le conduisent à appeler à voter pour ce dernier.
Le vote des délégations suivit plus ou moins le vote des grands électeurs des États, à quelques exceptions près, comme la Louisiane, qui votèrent en faveur d'Adams, qui obtint 13 voix dès le premier tour, contre 7 à Jackson et 4 à Crawford. Il fut donc élu le 9 février 1825. Jackson n'apprécia pas d'avoir été battu, alors qu'il était arrivé en tête du vote du collège électoral, et qu'il avait obtenu le plus de voix dans les États organisant le vote direct des citoyens. Lorsque John Quincy Adams nomma Henry Clay comme secrétaire d'État, la polémique enfla encore, les Jacksoniens accusant leurs adversaires d'avoir marchandé l'élection. Cela participa de la scission au sein du Parti républicain-démocrate.
L'élection eut pour conséquence l'explosion du parti, avec la naissance du Parti démocrate et du Parti national-républicain, futur Parti whig.